# Большой обман
«Большой обман» (англ. The Big Steal) — фильм режиссёра Дона Сигела, вышедший на экраны в 1949 году. В жанровом плане фильм сочетает элементы фильма нуар, роуд-муви, триллера, мелодрамы и комедии. В его основу положен рассказ Ричарда Уормсера «Дорога в Кармайклз», впервые опубликованный в «Сатардэй ивнинг пост», сценарий написали Дэниэл Мэйнуоринг (под псевдонимом Джеффри Хоумс) и Джеральд Грейсон Адамс.
Фильм рассказывает о лейтенанте американской армии Дьюке Хэллидэе (Роберт Митчем), который был ложно обвинён в похищении месячного жалования военного гарнизона в размере 300 тысяч долларов. В Мексику на розыски Дьюка отправляется его начальник капитан Блейк (Уильям Бендикс), Дьюк в свою очередь охотится за настоящим вором по имени Фиск (Патрик Ноулз), по дороге знакомясь с бывшей невестой Фиска Джоан Грэм (Джейн Грир), которая хочет вернуть свои две тысячи долларов, которые вор ей задолжал. Став невольными союзниками, Дьюк и Джоан преследуют Фиска по мексиканской провинции, их в свою очередь преследует Блейк , а со стороны за этой погоней наблюдает старший инспектор мексиканской полиции Ортега (Рамон Новарро).
Фильм стал второй совместной работой сценариста Мэйнуоринга, и исполнителей главных ролей Роберта Митчема и Джейн Грир после чрезвычайно успешного фильма нуар «Из прошлого» (1948), действие которого также частично происходит в Мексике. Помимо этих фильмов Митчем снялся ещё в трех фильмах нуар, действие которых по крайней мере частично происходит в Мексике — «Где живёт опасность» (1950), «Женщина его мечты» (1951) и «Второй шанс» (1953). К числу других наиболее заметных «мексиканских нуаров» относятся «Дорога с односторонним движением» (1950), «Опасность» (1953), «Очевидное алиби» (1954), «Боевой шок» (1956), «Берег реки» (1957), «Печать зла» (1958) и многие другие.
Незадолго до начала работы над фильмом Митчем был осуждён за хранение марихуаны, и во время съёмочного процесса в течение 60 дней отбывал тюремный срок.

## Сюжет
В мексиканском курортном городе Веракрус, капитан американской армии Винсент Блейк (Уильям Бендикс) поднимается на борт парохода и врывается в каюту, где, угрожая оружием Дьюку Хэллидэю (Роберт Митчем), начинает обыскивать его вещи. Когда Дьюку удаётся выбить оружие у Блейка, между ними начинается драка, в ходе которой Дьюк одерживает верх, после чего он забирает бумажник Блейка с документами и покидает корабль. Пробиваясь через толпу встречающих в порту, Дьюк вступает в лёгкую словесную пикировку с 24-летней привлекательной американкой Джоан Грэм (Джейн Грир), которая работает в американо-мексиканской торговой компании и почти в совершенстве владеет испанским языком. Пока Дьюк прячется от появившегося на пирсе Блейка, она садится в такси и уезжает в город.
Приехав в гостиницу, Джоан находит в одном из номеров Джима Фиска (Патрик Ноулз), своего жениха, который взял у неё взаймы 2 тысячи долларов и сбежал. Изящный и сладкоречивый Фиск обещает расплатиться с ней после того, как доставит портфель в определённое место в Мексике. Джоан говорит, что поедет вместе с ним, и они договариваются отправиться в путь через час. Она находит карту, согласно которой Фиск, видимо, должен следовать до Теуакана, и хотя он утверждает, что это не его карта, Джоан забирает её себе. Как только Джоан удаляется, чтобы принять душ, Фиск немедленно забирает свои вещи и убегает. Вскоре в номере появляется Дьюк, представляясь капитаном Блейком, и, как выясняется, он также разыскивает Фиска, у которого должны быть несколько сотен тысяч долларов. Выяснив, что денег в номере нет, Дьюк высказывает предположение, что Фиск тоже сбежал, и уходит на его поиски.
Джоан направляется в ближайший пункт проката автомобилей, где успевает перехватить Фиска, который уже собирался уезжать без неё. Она говорит, что за ним охотится армейский капитан, который хочет вернуть украденные деньги, однако Фиска удивляет, что этого капитана зовут Блейк. Увидев Дьюка, Фиск понимает, о ком идёт речь. Он вскакивает в машину и срывается с места. Дьюк пытается остановить его, цепляясь за борт автомобиля, но на крутом вираже падает, после чего патрульный офицер задерживает его и вместе с Джоан проводит в полицейскую инспекцию Веракруса к генеральному инспектору Ортеге (Рамон Новарро), который проводит дружелюбный и весёлый допрос задержанных. Дьюк вновь выдаёт себя за Блейка, капитана американской армии, который разыскивает сбежавшего человека, к которому у американской армии имеются вопросы. Ортега отпускает обоих, но при этом организует за ними тайную слежку. Сразу после этого в кабинете Ортеги появляется настоящий Блейк, утверждая, что его документы украдены неким Дьюком Хэллидэеем, лейтенантом американской армии и его подчинённым, которого Блейку поручено найти и доставить в США. Ортега делает вид, что верит и второму Блейку, и отпускает его, а сам направляется в аэропорт.
Тем временем Джоан берёт на прокат машину и направляется в Теуакан, куда, судя по всему, направился Фиск. Отъехав от города на приличное расстояние, Джоан обнаруживает, что Дьюк спрятался на заднем сидении её автомобиля. Поначалу Джоан недовольна его появлением, но Дьюк пытается найти с ней общий язык. Выясняется, что они оба — каждый по своему — пострадали от Фиска. Наконец, они догоняют Фиска на придорожной заправке, где Дьюк набрасывается на своего противника. Тот швыряет свой чемодан и быстро уезжает, однако в чемодане вместо денег Дьюк находит только нарезанную бумагу. Дьюк и Джоан вместе продолжают погоню за Фиском. По дороге Дьюк рассказывает, что он лейтенант и служит в финансовом департаменте американской армии, и однажды, когда он получил в банке месячное жалование для своего гарнизона — 300 тысяч долларов, на дороге его остановил вооружённый Фиск и отобрал у него деньги. Дьюк доложил о случившемся своему шефу Блейку, который не поверил в эту историю и заключил, что Дьюк был в сговоре с грабителями. Чтобы не предстать перед трибуналом, Дьюк решали самостоятельно поймать Фиска и вернуть деньги. А Блейк в свою очередь отправился в погоню за Дьюком и деньгами. В этот момент их догоняет Блейк, который прямо из машины открывает по ним огонь. Начинаются длительные гонки по извилистой горной дороге, но в конце концов, Дьюк и Джоан успевают перегородить дорогу отарой овец, которая перегораживает Блейку дорогу, и он отстаёт.
Тем временем Фиск добирается до дорогой гостиницы в Теуакане, чтобы отремонтировать в автомастерской спустившее по дороге колесо. Там его неожиданно встречает Ортега с помощником, предлагая прогуляться по гостинице, пока его машину будут приводить в порядок. Когда Дьюк и Джоан проезжают мимо гостиницы они замечают в мастерской машину Фиска, а затем находят самого Фиска в баре вместе с Ортегой. Генеральный инспектор приглашает Дьюка и Джоан за столик, а затем предлагает всем троим остановиться в гостинице, и даже сам заказывает им номера. После того, как Фиск заходит в свой номер, Дьюк садится на стул перед его дверью, не давая тому сбежать. Понимая, что окружён, Фиск приглашает Дьюка зайти, и тут же набрасывается на него с оружием. Однако Дьюк одерживает верх и завладевает пистолетом, после чего обыскивает вещи Фиска, но не находит никаких денег. Дьюк вызывает по телефону Джоан и передаёт её пистолет, чтобы она сторожила Фиска, а сам отправляется обыскать его автомобиль — последнее место, где могут храниться деньги. Однако Фиску удаётся отнять у Джоан пистолет и сбежать, и он снова скрывается от преследователей. Дьюк не успевает ничего найти в машине, так как ему мешает инспектор Ортега, и возвращается в номер с пустыми руками, где находит запертую в кладовке Джоан. Выглянув в окно, он видит подъехавшего Блейка около машины Джоан. Чтобы помочь Дьюку уйти от Блейка, Джоан идёт на хитрость. Она подходит к своей машине и, якобы испугавшись Блейка, говорит, в каком номере находится Дьюк. Пока Блейк заходит в гостиницу и поднимается по лестнице, Дьюк который спрятался в холле, садится в автомобиль и уезжает вместе с Джоан.
Оторвавшийся от преследователей Фиск переставляет местами дорожные указатели, в результате Джоан и Дьюк уезжают не в ту сторону, попадая на перекрытый участок, где ведутся дорожные работы. Джоан вновь использует хитрость, рассказывая бригадиру ремонтников, что сбежала с любимым от деспота-отца, который не разрешает им жениться. Бригадир проникается к ней сочувствием и даёт указание пропустить машину, и они продолжают преследование Фиска. Преследующего же их Блейка ремонтники задерживают, принимая за того самого отца, и Дьюку с Джоан на некоторое время удаётся от него оторваться.
По пустынной горной дороге Фиск добирается до уединённого поместья, где его встречает вооружённая охрана, провожая к дому. Следом к поместью приближаются Джоан и Дьюк, и охрана открывает по ним огонь. Джоан и Дьюк выскакивают из машины, скрываются за скалами, и Дьюк вступает в перестрелку, в ходе которой ему удаётся застрелить одного из охранников. Дьюк оставляет пистолет Джоан, а сам пытается пробраться к автомобилю, однако второй охранник берёт его в плен, а затем, угрожая застрелить Дьюка, заставляет сдаться и Джоан. Тем временем Фиск заходит в дом, где его встречает с Джулиус Сетон (Джон Куолен), скупщик краденого и коллекционер древнего искусства с утончёнными манерами. Фиск достаёт 300 тысяч «зарплатных» долларов, которые были у него спрятаны в запасной автомобильной шине, обменивая их на 150 тысяч «чистых» долларов.
Когда охранник приводит в дом Дьюка и Джоан, Сетон обвиняет Фиска в том, что он привёл хвост и требует от него убрать их как ненужных свидетелей. В этот момент появляется вооружённый Блейк, который, как выясняется, осуществил ограбление вместе с Фиском, и теперь хочет забрать половину денег. Когда Фиск, отсчитав свою долю, направляется к выходу, Блейк убивает его выстрелом в спину, рассчитывая забрать себе его долю. Затем он звонит Ортеге, сообщая ему, что застрелил Дьюка при попытке оказать сопротивление, и скоро доставит его тело. Дьюк заявляет, что он понял план Блейка: тот убьёт его и Джоан, затем убьёт и Сетона, вернёт украденные деньги армии, а все «чистые» деньги оставит себе. Услышав это, Сетон, стоя за спиной Блейка, наставляет на него пистолет, и в этот момент Джоан сталкивает со стола ценный артефакт. В последующей наразберихе Джоан подбирает выпавший из рук Сетона пистолет и в борьбе ранит его в руку, а Дьюку в драке удаётся справиться с Блейком и скрутить его. После этого уже Джоан звонит Ортеге и приглашает его приехать. По возвращении в Веракрус Ортега благодарит Дьюка за разоблачение Сетона и его банды, на которую Ортега давно охотился. Дьюк вместе с Джоан отправляется на прогулку в парк, сообщая, что в армии с него сняты все подозрения, и он может спокойно возвращаться домой. Они целуются и рассуждают о своём будущем.

## В ролях
- Роберт Митчем — лейтенант Дьюк Хэллидэй
- Джейн Грир — Джоан Грэм
- Уильям Бендикс — капитан Винсент Блэйк
- Патрик Ноулз — Джим Фиск
- Рамон Новарро — генеральный инспектор Ортега
- Дон Алварадо — лейтенант Руис
- Джон Куолен — Джулиус Сетон

## Создатели фильма и исполнители главных ролей
Как отметил кинокритик Джефф Стаффорд, «этот фильм был одной из первых режиссёрских работ Дона Сигела», став "хорошим предисловием к тому, что стало его специализацией в 1950-е годы — плотные небольшие триллеры и мелодрамы категории В, такие как «Личный ад 36» (1954), «Бунт в тюремном блоке №11» (1954), «Вторжение похитителей тел» (1956), «Малыш Нельсон» (1957) и «Линейка» (1958). В 1960-70-е годы Сигел поставил целую серию значимых криминальных триллеров, среди них «Убийцы» (1964) и «Чарли Вэррик» (1973), а также три фильма с Клинтом Иствудом — легендарный «Грязный Гарри» (1971), «Обманутый» (1971) и «Побег из Алькатраса» (1979).
Сценарист Дэниел Мэйнуоринг написал сценарии многих успешных фильмов, среди них «Из прошлого» (1947), «Разделительная линия» (1950), «Высокая цель» (1951), «Автостопщик» (1953), «История в Феникс-сити» (1955), «Вторжение похитителей тел» (1956), «Малыш Нельсон» (1957) и «Контрабандисты оружия» (1958), три последних поставил Дон Сигел.
В 1946 году Роберт Митчем был удостоен номинации на Оскар за роль второго плана в фильме «История рядового Джо» (1945). Со второй половины 1940-х годов Митчем стал одной из крупнейших звёзд фильма нуар, сыграв, в частности, в таких значимых фильмах жанра, как «Из прошлого» (1947), «Перекрёстный огонь» (1947), «Женщина его мечты» (1951), «Рэкет» (1951), «Ангельское лицо» (1952), «Не как чужой» (1955) и «Ночь охотника» (1955). Помимо «Из прошлого» (1947) наиболее значимыми картинами Джейн Грир стали фильм нуар «Мне не поверят» (1947), детективная мелодрама «Станция Вест» (1948), приключенческий триллер «К солнцу» (1956), биографическая драма «Человек с тысячью лиц» (1957) и мелодрама «Куда ушла любовь» (1964). В конце карьеры Грир сыграла небольшую роль в римейке «Из прошлого» под названием «Несмотря ни на что» (1984).

## История создания фильма
В октябре 1944 года компания «Коламбиа пикчерс» приобрела права на экранизацию рассказа Ричарда Уормстера «Дорога в Кармайклз», рассчитывая поставить по нему фильм с Честером Моррисом в главной роли. В феврале 1947 года права у неё выкупила студия «РКО», поручив производство фильма продюсеру Джеку Гроссу. Первоначально на главную роль «РКО» планировался Джордж Рафт, но он был занят в других проектах, и в начале декабря 1948 года его заменили на Роберта Митчема.
Как указано на сайте Американского института киноискусства, «съёмочный период был начат в середине января 1949 года, однако съёмки велись с задержками, связанными с выдвижением против Митчема обвинений в хранении марихуаны». Митчем и трое его знакомых были арестованы за хранение марихуаны, и 10 января 1949 года они признали себя виновными в сговоре с целью хранения наркотика (после чего окружной прокурор снял с Митчема обвинение в хранении марихуаны). Как пишет Стаффорд, «именно сообщение о тюремном заключении Митчема, а не фильм, заняло первые страницы новостей в 1949 году». Стаффорд отмечает, что «обвинение по статье о наркотиках в Голливуде 1940-х годов обычно означало крах карьеры для любого актёра, но не для Митчема. Дурная слава только укрепила его репутацию плохого парня, и он продолжил работать у самых престижных режиссёров в кинобизнесе, несмотря на порой буйное поведение за пределами экрана».
Первоначально компания «РКО» планировала пригласить на главную женскую роль Лизабет Скотт и вела переговоры с компанией Хэла Уоллиса о том, чтобы взять её в аренду. Позднее официально было сообщено, что кандидатура Скотт была отклонена по причине её болезни, однако согласно современным источникам, «Уоллис, который имел с актрисой контракт, посчитал, что появление в качестве партнёрши Митчема может неблагоприятно повлиять на её карьеру». Затем в качестве партнёрши Митчема рассматривалась другие актрисы, в частности, Джоан Беннетт, «пока продюсер Сид Рогелл не додумался до прекрасной идеи взять на роль Джейн Грир. Несмотря на то, что у актрисы только что закончился роман с главой „РКО“ Говардом Хьюзом, владелец студии нехотя утвердил её на роль, рассчитывая таким образом ускорить работу над фильмом». Кандидатуру Грир, утвердили в конце января, и «Хьюз даже дал указание задержать съёмки фильма „Женщина на пирсе 13“, чтобы Грир, которая была поставлена в том фильме на главную роль, могла бы сначала закончить работу в „Большом обмане“».
Так как «Хьюз торопился заработать на популярности Митчема после успеха фильма „Рейчел и незнакомец“ (1948)», он «убеждал Сигела закончить фильм ещё до вынесения судом приговора Митчему». Сразу же началась серьёзная работа, и «Сигел успел закончить все интерьерные сцены с Митчемом, которые снимались в павильонах РКО». 9 февраля 1949 года судья приговорил Митчема к 60-дневному тюремному заключению. Несмотря на то, что «„РКО“ просила отсрочить тюремное заключение Митчема на период после завершения съёмок, актёру пришлось отбывать наказание, в результате чего в марте 1949 года производство картины было полностью остановлено»."Задержка могла иметь критическое значение, так как Грир была беременна, и это становилось заметно".
Как пишет Стаффорд, «после выступления приговора Митчему в силу (год тюрьмы, который был сокращён до 60 дней тюрьмы с двухлетним испытательным сроком), Сигел был вынужден начать съёмки в Мексике без него. Большая часть картины снималась в Веракрусе, Теуакане и Мехико. Пока Митчем находился в заключении, Сигел вёл съёмки с использованием дублёра там, где это было возможно. Кроме того, один из основных актёров фильма Уильям Бендикс, которого „РКО“ взяла в аренду у студии Хэла Роуча, согласно графику должен был закончить съёмки раньше, чем Митчем выйдет на свободу», в результате «некоторые их совместные сцены были переписаны, чтобы вывести из них Митчема». За «хорошее поведение» судья сократил срок заключения Митчему на 10 дней, и в результате 30 марта 1949 года актёр вышел на свободу. В тюрьме «благодаря постоянным тренировкам Митчем сбросил почти двадцать фунтов и стал заметно стройнее». Он «выглядел более загоревшим и похудевшим, чем в начале работы над картиной». Кроме того, «ради экономии времени и средств, после возвращения Митчема решили не строить новые декорации, а стали снимать в „реальных интерьерах мексиканских гостиниц и домов“. Как позднее вспоминал Сигел, из-за такого рваного съёмочного графика листва, которая была в одном кадре, отсутствовала в следующем».
Как написал Дон Сигел в своей автобиографии «Фильм Сигела», когда Митчем вышел из тюрьмы, «я уже отснял весь материал с погонями с участием Ноулза, Бендикса и Новарро. В то время деревья были голыми. Когда к нам присоединился Митчем и начал бешено гоняться вместе с Джейн Грир за Ноулсом, деревья и цветы уже полностью распустились». К счастью, «никто на РКО этого не заметил. Справедливости ради надо сказать, что не было и времени что-либо замечать». Кроме того, «Грир была уже на четвёртом месяце беременности. Так как я снимал её, не особенно обращая на это внимание, никто об этом так и не узнал. Но, надо признаться, порой я переживал по поводу возможного выкидыша». Но, как писал Сигел, были и другие проблемы: «Когда Митчем появился на съёмочной площадке в Теуакане в сопровождении офицера службы пробации, он уже выпил бутылку текилы в машине по дороге из Мехико. Офицер по пробации был ещё более пьян, чем Митчем и вырубился в своей комнате. Пэт Ноулз и я сделали свою первую крупную ошибку: мы попытались отрезвить Митчема… Он был крутым парнем, и у него был плохой период в жизни, и мы не мы не могли с этим совладать». Тем не менее, Сигелу были установлены жёсткие сроки, и «ему пришлось быстро научиться работать с этим сложным актёром». В своей автобиографии он пишет: «Митчем гордился тем, что никогда не заучивал свой текст. После репетиций он помнил всё наизусть. Не важно, с кем он работал, он играл сцену без особой живости и обычно низким голосом. Из-за этого создавалось впечатление, что занятый с ним в сцене актёр переигрывал». Далее он пишет: «Каждый раз, когда я приезжал утром с переписанными страницами, Митчем с некоторым трудом запоминал новые реплики. Чем больше я узнавал его, тем более убеждался, что его утверждение, что он никогда не учил текст, было притворством. Его беззаботный подход был притворством». Но, отмечает, Сигел, «я также знал, что он был талантливым актёром с самым необычным стилем».

## Оценка фильма критикой

### Общая оценка фильма
После выхода фильма на экраны критики оценили его в целом положительно, особенно выделив напряжённую интригу, хороший темп повествования и отличные натурные съёмки в мексиканской провинции. Так, журнал «Variety» указал, что «зрителю дают совсем немного времени, чтобы разобраться в том, о чём идёт речь, так как сценарий мгновенно погружает его в историю без дополнительных разъяснений». Когда же всё проясняется, фильм смотрится «с большим интересом, так как режиссёр Дон Сигел раскручивает хорошую историю с погоней», а «обмены репликами часто пикантны и дерзки, с подчёркиванием южноамериканских сторон личности героини Джейн Грир». Журнал также обращает внимание на то, что «фильм был снят на натуре в Мехико и его пригородах», что «добавляет ему визуального интереса и усиливает мелодраматизм». Босли Кроутер в «Нью-Йорк таймс» считает, что «самое большое восхищение в триллере РКО „Большой обман“» вызывает «захватывающая дух живописная экскурсия по мексиканской земле, которая следует за беглецами и преследователями через деревни, по красивым открытым дорогам, возвышающимся горам и извилистым шоссе в быстром и жарком темпе». Далее критик пишет, что «сама история малозначима — стандартный детектив с погоней в лучшем случае — смысл которого при внимательном просмотре объяснить затруднительно». Но, как считает Кроутер, «это не важно», советуя «не пытаться следить слишком плотно за развитием сюжета». По его мнению, куда важнее то, что «место действия красивое и живописное, большая часть снята на природе, которой здесь с избытком благодаря красивым съёмкам в Мексике». «И хотя, — как он пишет, — большая часть юмора однообразно построена вокруг темы американцев, которые сталкиваются с языковыми проблемами или различными препятствиями на пыльных дорогах в виде коз, повозок, запряжённых волами и ленивых людей», тем не менее, в целом всё сделано «весьма искусно и освежающе правдоподобно».
По мнению современных критиков, отличительной характеристикой фильма стала его довольно весёлая тональность, что было необычно для фильмов нуар того времени. Журнал «TimeOut» отмечает, что взяв за основу «типичную для триллера ситуацию», фильм превращает его «в быструю, остроумную пародию» с «искрящимися репликами» и «многочисленными сюжетными поворотами, которые сами по себе захватывающе и иронично расширяют условности нуара, одновременно обеспечивая фильму возбуждающий характер», подытожив своё мнение словами, что это «энергичная и весёлая вещь». Историк фильма нуар Майкл Кини назвал фильм «неистовой, безумной и доставляющей удовольствие гонкой, в которой много сюжетных поворотов, остроумных реплик, отлично поставленных драк и немного истерического фарса» . Джефф Стаффорд полагает, что «хотя сюжет фильма довольно вторичен по отношению ко многим другим триллерам с погонями», тем не менее «воссоединение Митчема с Джейн Грир, его партнёршей по классическому нуару „Из прошлого“ (1947), а также захватывающая дух режиссёрская работа Сигела подняли эту мелодраму выше стандартного уровня фильма категории В».
Крейг Батлер обращает внимание на то, что «для фильма нуар „Большой обман“ неожиданно лёгкий. В отличие от таких нуаров, как „Большой сон“, в котором значительный юмор расцвечивает в целом мрачный ход событий, „Обман“ довольно весёл и забавен во всём». По мнению критика, «у фильма серьёзная завязка и большие ставки», тем не менее, «исполнение, даже в самые напряжённые моменты экшна, выполнено с юмором». И потому, «те, кто ищет типичный нуаровый экзистенциализм, будут разочарованы, однако большинство будет увлечено очарованием» этого фильма. Хотя, резюмирует Батлер, фильм и «не дотягивает до статуса классики, так как, в конце концов, это фильм с ограблением без особой внутренней глубины», тем не менее, это нечто «большее, чем просто одна долгая погоня, это ещё и увлекательная поездка». Деннис Шварц считает, что «Дон Сигел мастерски поставил этот быстрый, хорошо выстроенный и доставляющий большое наслаждение фильм нуар с погоней, который своей ироничной манерой расширяет границы жанра», добавив также, что съёмки на натуре "придали ему более экзотический вид.
Историк кино Эндрю Дикос отмечает, что «тональность фильма имеет намного больше общего с такими саспенс-комедиями с погоней, как „Саботаж“ (1936) Хитчкока, чем с такой классикой нуара, как „Из прошлого“ (1947) Жака Турнёра, притягательность которого этот фильм пытается повторить». Критик считает, что «Большой обман» можно признать лишь «маргинальным фильмом нуар», да и то только благодаря такому персонажу, как капитан Блейк в исполнении Бендикса, «который даёт ощутить потенциал насилия ещё до того, как проявляет его». Дикос отмечает, что «Блейк, будучи частью такой авторитарной структуры, как армия, обкрадывает её, и в своей алчности принимает ужасное воплощение, без всяких колебаний пытаясь в жесткой форме выбить деньги из своего коллеги, которые ранее сам же у него украл». Касаясь темы юмора, Кини обращает внимание на то, что «фильм содержит несколько довольно пикантных для своего времени шуток». В частности, «когда Митчем замечает, что Ноулс — „довольно симпатичный парень“, Грир саркастически отвечает: „Так вот почему ты им интересуешься?“. В другом эпизоде Митчем признаёт, что его испанский не так хорош, как у Грир. „Вы знаете, где я учил испанский“, — говорит он, очевидно намекая на бордели, где многие американские солдаты совершенствовали свои лингвистические навыки. Она понимающе улыбается».

### Оценка работы режиссёра и творческой группы
Критики в целом позитивно оценили сценарий и постановку картины. Шварц отмечает, что «рутинная история фильма чётко прописана Дэниэлом Мэйнуорингом и Джеральдом Дрэйсоном Адамсом, которые восхитительно смешивают сюжетные повороты с колоритными актёрскими репликами». Кроутер пишет, что «хорошая быстрая постановка Дона Сигела и живое праздничное музыкальное сопровождение придают фильму совершенно легкомысленное и отпускное настроение». «TimeOut» указывает, что «Сигел ведёт действие в характерном для себя высоком темпе и с энергией, а мексиканская натура атмосферически снята Гарри Уайлдом». Батлер добавляет, что «режиссура Сигела полностью направлена на поддержание быстрого темпа, что в данном случае очень хорошо, и в этом ему помогает исключительно чёткий монтаж».

### Оценка актёрской игры
По мнению Шварца, «в этой плотной игре в кошки-мышки все занятые актёры показывают свою лучшую форму, а воссоединение Митчема и Грир из „Из прошлого“ снова красиво срабатывает». Батлер считает, что «актёрский состав внёс большой вклад в успех фильма. Роберт Митчем продемонстрировал особенно хорошую форму, извлекая энергию, скрытую под его расслабленными манерами уставшего от жизни человека, что даёт очень хороший результат». Джейн Грир служит для него «идеальной партнёршей, и между ними, бесспорно, есть химия, которая усиливает фильм». «Уильям Бендикс также показал себя наилучшим образом, но самое большое наслаждение своей игрой доставил Рамон Новарро». Кини отметил, что «Митчем, обычно расслабленный и с упавшим взглядом, на этот раз поразительно энергичен, Грир доставляет наслаждение в роли его не менее динамичной партнёрши, а звезда немых фильмов Новарро играет сообразительного мексиканского инспектора полиции, которому нравиться практиковаться в английском».